# Jesús Navas
Jesús Navas González (født 21. november 1985 i Sevilla, Spanien) er en spansk fodboldspiller, som spiller midtbanespiller for LaLiga-klubben Sevilla F.C. hvor han også er et produkt af deres ungdomsakademi, efter at have optrådt for Manchester City over 100 gange, samt at have vundet det engelske mesterskab med klubben. Han har været med til at vinde to UEFA Cup-titler, to Copa del Rey og én UEFA Super Cup-titel med sin klub Sevilla FC (2003-2013) under hans første ophold i klubben. Derudover bidrog han også til at Spanien succes ved VM 2010, samt Euro 2012.
Navas har tidligere lidt af kronisk hjemve, hvilket har udfordret hans karrierer, da har måtte melde afbud til flere af Spaniens landsholdskampe. Det lykkedes dog Navas at få styr på lidelse, hvilket blev cementeret efter hans fremårige ophold i England.
Navas har også en storebror Marco, der har spillet professionel fodbold.

## Landshold
Navas står (pr. 6. September 2017) noteret for 35 kampe og tre scoringer for Spaniens landshold, som han debuterede for 14. november 2009 i et opgør mod Argentina. Han blev efterfølgende af landstræner Vicente del Bosque udtaget til VM i 2010 i Sydafrika, hvor han hjalp holdet til guldet.

## Titler
Copa del Rey
- 2007 og 2010 med Sevilla FC

UEFA Cup
- 2006 og 2007 med Sevilla FC

UEFA Super Cup
- 2006 med Sevilla FC

Premier League
- 2014 med Manchester City

Engelsk Liga Cup
- 2014 med Manchester City